# Збірна Гонконгу з хокею із шайбою
Збірна Гонконгу з хокею із шайбою — національна чоловіча збірна команда Гонконгу, яка представляє країну на міжнародних змаганнях з хокею. Функціонування команди забезпечується Хокейною асоціацією Гонконгу, яка є членом ІІХФ.

## Історія
Хокейна асоціація Гонконгу була заснована 8 серпня 1980 року, до Міжнародної федерації хокею із шайбою Гонконг приєднався 31 березня 1983 року, дебютував на чемпіонаті світу у місті Перт, (Австралія), у 1987. У 2014 році посіли четверту сходинку, поступившись у трьох матчах та здобувши дві перемоги. У чемпіонаті світу 2015 року (дивізіон III) збірна посіла четверте місце. Чемпіонат 2016 завершила на останньому шостому місці.

## Виступи на чемпіонаті світу
- 1987 — 4 місце Група D
- 2014 — 4 місце Дивізіон III
- 2015 — 4 місце Дивізіон III
- 2016 — 6 місце Дивізіон III
- 2017 — 4 місце Дивізіон III
- 2018 — 6 місце Дивізіон IIIA
- 2019 — 2 місце Дивізіон IIIB
- 2023 — 3 місце Дивізіон IIIB
- 2024 — 3 місце Дивізіон IIIB
- 2025 — 3 місце Дивізіон IIIB